# Psara straminea
Psara straminea là một loài bướm đêm trong họ Crambidae.